# Jerry Goldsmith

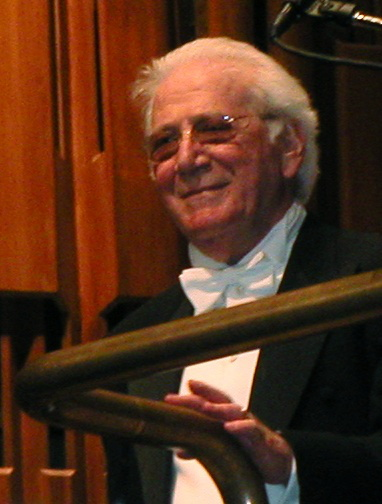
Jerry Goldsmith (2003)

Jerrald „Jerry“ King Goldsmith (* 10. Februar 1929 in Los Angeles, Kalifornien; † 21. Juli 2004 in Beverly Hills) war ein US-amerikanischer Filmmusikkomponist. Er gilt zusammen mit Komponisten wie John Williams, Bernard Herrmann und Henry Mancini als eine der bestimmenden Figuren der amerikanischen Filmmusik von den späten 1960er Jahren bis heute. Goldsmith, dessen „künstlerisches Potential vor allem […] durch die Filmbilder angeregt“ wurde, war trotz seiner weitgehenden Beschränkung auf die Filmmusik auch vielen Musikfreunden außerhalb der Filmbranche ein Begriff.

## Leben
Jerry Goldsmith studierte Klavier bei Jacob Gimpel, später Komposition bei Mario Castelnuovo-Tedesco und Filmmusikkomposition bei Miklós Rózsa an der Universität von Südkalifornien. Nach Goldsmiths eigener Aussage waren Rózsas Filmmusik zu Ich kämpfe um dich (1945) und die Hauptdarstellerin Ingrid Bergman die Auslöser für seine Entscheidung, Filmmusikkomponist zu werden.
Bevor Goldsmith mit seiner ersten Oscarnominierung für den Film Freud (1962) an Beachtung gewann, arbeitete er ab 1950 anfangs als Schreibkraft, später als Komponist für Live-Radio- und Fernsehshows bei dem US-amerikanischen Mediennetzwerk CBS.
Bis zu seinem Krebstod im Juli 2004 lebte Jerry Goldsmith mit seiner zweiten Frau Carol Heather Goldsmith, die als Sängerin für den Song The Piper Dreams an Jerry Goldsmiths Komposition zu Das Omen (1976) beteiligt war, in Beverly Hills (Kalifornien). Sein Sohn Joel Goldsmith (aus erster Ehe mit der Sängerin Sharon Hennigan) war ebenfalls als Filmmusikkomponist (unter anderem Stargate SG-1 und Moon 44) tätig.  Goldsmith hinterließ fünf Kinder, sechs Enkel und einen Urenkel.

## Werk
Jerry Goldsmith hat über 200 Werke komponiert. Neben Musik für Spielfilme schrieb Jerry Goldsmith auch Themen und teilweise ganze Musiken für Fernsehserien sowie Orchesterwerke.
Vor allem in den 1960er und 1970er Jahren war Goldsmith der Schöpfer von Filmmusiken, die Geschichte machten und die fortgeschrittenen Tendenzen der klassischen Moderne des 20. Jahrhunderts einverleibten (Igor Strawinsky, Béla Bartók, Arnold Schönberg unter anderem). So schrieb er für Freud (1962) von John Huston und Planet der Affen (1968) von Franklin J. Schaffner atonale Filmscores. Für Schaffner schrieb er weitere wichtige und z. T. stilistisch innovative Partituren, zum Beispiel Patton – Rebell in Uniform (1970) mit dem berühmten Marsch, Papillon (1973), Inseln im Strom (1977) und The Boys from Brazil (1978). Weitere Scores aus der Feder Goldsmiths sind Das Omen (1976, Oscar), Alien (1979), Star Trek: Der Film (1979), eine seiner populärsten Schöpfungen, Chinatown (1974), Der Wind und der Löwe (1975), 100 Gewehre (1969), Poltergeist (1982), Under Fire (1983), Freiwurf (1986), Basic Instinct (1992), L.A. Confidential (1997), Das Rußland-Haus (1990) und Hollow Man – Unsichtbare Gefahr (1999), um nur einige aus den über 150 Filmmusiken zu nennen. Jerry Goldsmith war auch der Komponist der bekannten Titelmusik aus den Waltons, sowie von jener aus Solo für O.N.C.E.L. und war ebenfalls in vier Episoden der Twilight Zone zu hören.
Seit 1987 dirigierte Jerry Goldsmith Konzerte, in denen er mit amerikanischen und englischen Sinfonieorchestern Suiten seiner größten Filmmusiken zum Klingen brachte.

### Stil
Goldsmith beschrieb einmal, dass er beim Ausarbeiten eines klanglichen Konzepts für einen Film oft genreunabhängig nach emotionalen Angelpunkten in der Handlung suchte, von denen ausgehend er dann seine Musik entwerfe, also beispielsweise die Fantasyelemente in einem Fantasyfilm beim Entwickeln eines Klangkonzepts für ihn weniger wichtig seien. Je nach Anlage eines Films oder einer Szene wählte Goldsmith dabei einen wahlweise sehr intimen oder sehr wuchtigen Ansatz bei seiner Vertonung, wobei besonders seine treibenden Untermalungen von Actionszenen und damit eher seine kompositorische Wucht Filmemacher auf ihn aufmerksam machten. Dabei bevorzugte er unregelmäßige Rhythmen, kühne Taktwechsel und rohe Orchesterattacken, achtete jedoch nach eigenem Bekunden immer sehr darauf, den Actionstücken eine Struktur zu verschaffen, die die zu untermalende Szene klar gliederten. Seine Stücke zu turbulenten Actionszenen in Total Recall oder Rambo II sind dafür exemplarisch in ihrem Wechselspiel aus relativ langsam und schnell sowie laut und leise, was mit einer enormen filmdramatischen Wirkung einhergeht. Auch für seine Untermalung zu Spannungsszenen, die oftmals mit in der Filmmusik sehr modernen avantgardistischen Elementen versehen war, war er berühmt. Dies und seine Fähigkeit zu ausladenden Actionstücken machten ihn besonders in der Thriller- und Horrorsparte zu einem oft engagierten Filmkomponisten. Doch trotz seiner oft innerhalb dieser Genres verdienten Lorbeeren überzeugte er die Filmemacher auch mit seiner Fähigkeit zu einprägsamen melodisch-lyrischen Einfällen. So stammen von ihm unter anderem die Erkennungsmelodien zu den Fernsehserien Star Trek – The Next Generation (eine Adaption des Titelthemas von Star Trek – Der Film) und Die Waltons aber auch die aktuelle Fanfare des Filmstudios Universal Pictures.
Bei der besonders großen Bandbreite Goldsmiths konnte es durchaus vorkommen, dass sich lyrische Passagen, modernistisch-harsche Musik und von ausgeklügelter Rhythmik bestimmte Actionpiecen in einer einzigen Filmmusik oder zuweilen gar in einem einzigen Stück abwechselten. Ein gewollter, besonders beißender Kontrast entstand in den Horrorfilmen Das Omen und Poltergeist beispielsweise dadurch, dass Goldsmith einem melodisch besonders einprägsamen süßlichen Hauptthema äußerst ruppige Spannungspassagen gegenüberstellte, es aber vermochte, beide Elemente in ein versiert ausgearbeitetes Klangkonstrukt einzugliedern. Gerade die Übergangspassagen und Verknüpfungen dieser Elemente innerhalb eines Stückes oder einer Filmmusik zu einem musikalisch geschlossenen Ganzen stärkten Goldsmiths Ruf als handwerklich weit über Durchschnitt komponierende, progressive Kraft in der Filmmusik der 60er und 70er Jahre. Mit seiner Filmmusik zu Das Omen (1977) führte er des Weiteren zum Beispiel eine Strawinsky nahestehende, wesentlich modernere Nutzung des Chors in die Filmmusik ein und lotete in Planet der Affen die Möglichkeiten gänzlich atonaler Filmmusiken aus. Bekannt ist Goldsmith darüber hinaus für den Einsatz exotischer, selten verwendeter oder im Kontext des Films unüblicher Instrumente, mit dem er viele seiner Filmmusiken verfeinerte. Im Film Magic beispielsweise gelang es ihm, durch den gezielten Einsatz einer Mundharmonika den aufkeimenden Wahnsinn des Hauptcharakters, der mittels einer Bauchrednerpuppe immer stärker in die Schizophrenie abgleitet, in der Musik widerzuspiegeln.

### Filmmusik vs.Temp Tracks
1993 initiierte Goldsmith die konzertante Erstaufführung von Alex Norths Originalkomposition zum Stanley-Kubrick-Klassiker 2001: Odyssee im Weltraum. Regisseur Kubrick hatte in der endgültigen Version des Films die sogenannten temporary tracks (Musikstücke, die bis zur Fertigstellung der Komposition als – besonders dem Filmschnitt dienliche – Platzhalter verwendet werden) der bereits in großen Teilen auskomponierten North-Musik vorgezogen. So waren im endgültigen Schnitt klassische Musikstücke von Richard Strauss, Aram Chatschaturjan, György Ligeti und Johann Strauss zu hören, keine Note jedoch aus der eigens für den Film komponierten Musik von North.

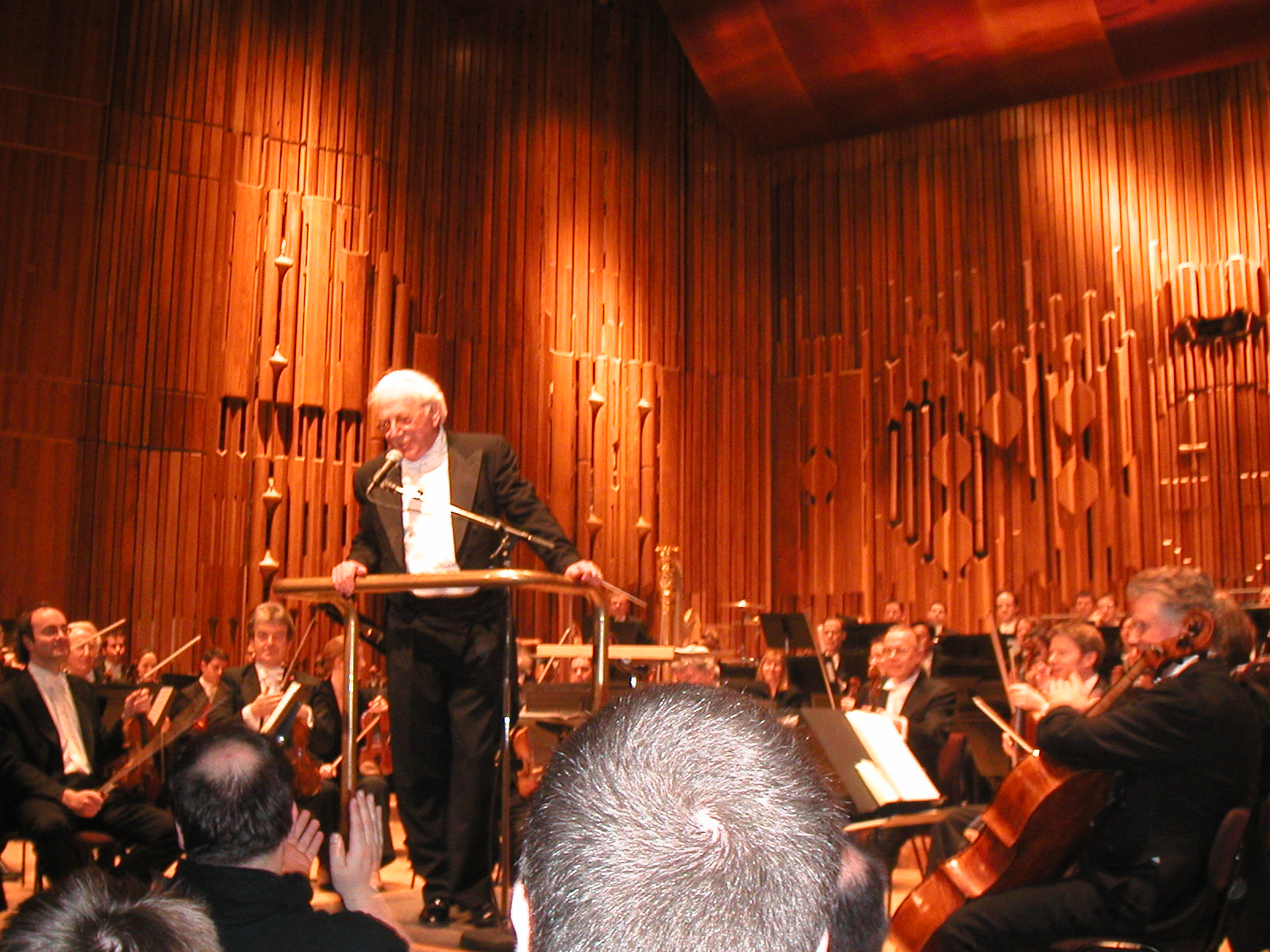
Jerry Goldsmith mit dem London Symphony Orchestra

Mit der Einspielung und Veröffentlichung der Originalmusik löste Goldsmith eine Debatte über die Verwendung von vorhandener Musik in Filmen aus und stellte sich an die Spitze der Gegner von Kubricks Arbeitsweise. Seiner Meinung nach würden Filme vom Erfolg bereits existierender Werke profitieren, diese aber nicht sinnvoll integrieren. Anlässlich der Erstaufführung der Originalkomposition, die er selbst dirigierte, bemerkte er:

„Es zahlt sich nicht aus, Musik in einen Film zu pressen, und 2001 ist meiner Meinung nach durch Kubricks Musikauswahl ruiniert worden. Sie ist ohne Verbindung zum Film geblieben, und die Stücke konnten den Film nicht zeichnen, weil sie kein Teil davon waren.“

## Auszeichnungen
Goldsmith erhielt 1977 einen Oscar für seine Komposition zu Das Omen und 17 weitere Oscar-Nominierungen:
- 1962: Freud
- 1965: Träumende Lippen
- 1966: Kanonenboot am Yangtse-Kiang
- 1968: Planet der Affen
- 1970: Patton – Rebell in Uniform
- 1973: Papillon
- 1974: Chinatown
- 1975: Der Wind und der Löwe
- 1977: Das Omen (für den Song Ave Satani)
- 1978: The Boys from Brazil
- 1979: Star Trek: Der Film
- 1982: Poltergeist
- 1983: Under Fire, auch: Unter Feuer
- 1986: Freiwurf
- 1991: Basic Instinct
- 1997: L.A. Confidential
- 1998: Mulan

Seine Filmmusiken zu Planet der Affen und Chinatown erreichten die Plätze 18 und 9 in der vom American Film Institute herausgegebenen Liste der 25 größten Filmmusiken aus 100 Jahren. Jerry Goldsmith gehört gemeinsam mit Bernard Herrmann, Elmer Bernstein und Max Steiner zu jenen Komponisten, die zwei Mal in der Liste vertreten sind. Nur John Williams brachte es auf drei Nennungen.
Goldsmith wurde weiterhin für neun Golden Globes (Sieben Tage im Mai, Kanonenboot am Yangtse-Kiang, Chinatown, Star Trek: Der Film und Alien, Under Fire, Basic Instinct, L.A. Confidential und Mulan), vier BAFTAs und mehrere Grammys nominiert. Für seine TV-Arbeiten QB VII, Babe, Masada und Star Trek: Raumschiff Voyager erhielt er Emmy Awards, für The Red Pony eine Emmy-Award-Nominierung. Außerdem gewann er 12 Mal den BMI Film & TV Awards. The Film Music Society ehrte ihn 1993 für die Lebensleistung, das Palm Springs International Film Festival für Leistungen im Gebiet der Filmmusik 1998, das Hollywood Film Festival 1999.

## Werkverzeichnis

### Filmmusiken
- 1954: Casino Royale
- 1957: Der Einäugige (Black Patch)
- 1959: City of Fear
- 1959: Auf heißer Fährte (Face of a Fugitive)
- 1961: Studs Lonigan
- 1962: Am schwarzen Fluss (The Spiral Road)
- 1962: Einsam sind die Tapferen (Lonely Are the Brave)
- 1962: Freud (Freud – The secret passion)
- 1962: Die Totenliste (The List of Adrian Messenger)
- 1963: Der Preis (The Prize)
- 1963: In Liebe eine 1 (Take Her, She’s Mine)
- 1963: Der Kommodore (A Gathering of Eagles)
- 1963: Lilien auf dem Felde (Lilies of the Field)
- 1963: Die verlorene Rose (The Stripper)
- 1964: Bezwinger des Todes (Fate is the Hunter)
- 1964: Der Mörder mit der Gartenschere (Shock Treatment)
- 1964: Rio Conchos
- 1964: Sieben Tage im Mai (Seven Days in May)
- 1965: Colonel von Ryans Express (Von Ryan’s Express)
- 1965: Erster Sieg (In Harm’s Way)
- 1965: Geheimagent Barrett greift ein (The Satan Bug)
- 1965: Michelangelo – Inferno und Ekstase (The Agony and the Ecstasy) (Prolog)
- 1965: Morituri
- 1965: San Fernando (Stagecouch)
- 1965: Träumende Lippen (A Patch of Blue)
- 1966: Der Blaue Max (The Blue Max)
- 1966: Derek Flint schickt seine Leiche (Our Man Flint)
- 1966: Immer Ärger mit den Engeln (The Trouble With Angels)
- 1966: Kanonenboot am Yangtse-Kiang (The Sand Pebbles)
- 1966: Der Mann, der zweimal lebte (Seconds)
- 1967: Derek Flint – hart wie Feuerstein (In Like Flint)
- 1967: Die fünf Geächteten (Hour of the Gun)
- 1967: Der Todesschuss (Warning Shot)
- 1967: Der tolle Mr. Flim-Flam (The Flim-Flam Man)
- 1968: Bandolero
- 1968: Der Detektiv (The Detective)
- 1968: Der mysteriöse Mr. Sebastian (Sebastian)
- 1968: Planet der Affen (Planet of the Apes)
- 1969: Alexandria – Treibhaus der Sünde (Justine)
- 1969: 100 Gewehre (100 Rifles)
- 1969: Der gefährlichste Mann der Welt (The Chairman)
- 1969: Der Tätowierte (The Illustrated Man)
- 1970: Abgerechnet wird zum Schluss (The Ballad of Cable Hogue)
- 1970: The Brotherhood of the Bell
- 1970: Patton – Rebell in Uniform (Patton)
- 1970: Der reisende Henker (The Travelling Executioner)
- 1970: Rio Lobo
- 1970: Tora! Tora! Tora!
- 1971: Flucht vom Planet der Affen (Escape from the Planet of the Apes)
- 1971: Mephisto Walzer – Der lebende Tote (The Mephisto Waltz)
- 1971: Missouri
- 1971: Mord in San Francisco (Crosscurrent)
- 1971: A Step Out of Line
- 1971: Wen die Meute hetzt (The Last Run)
- 1972: The Man
- 1972: The Other
- 1972: Pursuit (Fernsehfilm)
- 1972: Die Waltons (The Waltons) (Fernsehserie, Thema)
- 1973: Ace Eli and Roger of the Skies
- 1973: Der Don ist tot (The Don Is Dead)
- 1973: Ein Kamel im Wilden Westen (One Little Indian)
- 1973: Papillon
- 1973: Der Spürhund (Shamus)
- 1974: Chinatown
- 1974: Indict and Convict
- 1974: SPYS – Das Chaos-Duo (S*P*Y*S)
- 1974: Die Uhr läuft ab (The Terrorists)
- 1975: Einen vor den Latz geknallt (La parola di un fuorilegge… è legge!)
- 1975: Ein Mädchen, ein Muli und Omas Whisky (A Girl Named Sooner)
- 1975: Der Mann, der zweimal getötet wurde (The Reincarnation of Peter Proud)
- 1975: Der Mann ohne Nerven (Breakout)
- 1975: Nevada Pass (Breakheart Pass)
- 1975: Der Wind und der Löwe (The Wind and the Lion)
- 1976: Flucht ins 23. Jahrhundert (Logan’s Run)
- 1976: Inseln im Strom (Islands in the Stream)
- 1976: Das Omen (The Omen)
- 1977: Bluthunde vom Teufel zerrissen (High Velocity)
- 1977: MacArthur – Held des Pazifik (MacArthur)
- 1977: Straße der Verdammnis (Damnation Alley)
- 1977: Treffpunkt Todesbrücke (The Cassandra Crossing)
- 1977: Das Ultimatum (Twilight’s Last Gleaming)
- 1978: Der tödliche Schwarm (The Swarm)
- 1978: The Boys from Brazil
- 1978: Coma
- 1978: Damien – Omen II (Damien: Omen II)
- 1978: Magic – Eine unheimliche Liebesgeschichte (Magic)
- 1978: Unternehmen Capricorn (Capricorn One)
- 1979: Alien – Das unheimliche Wesen aus einer fremden Welt (Alien)
- 1979: Der große Eisenbahnraub (The First Great Train Robbery)
- 1979: Spiel mit der Liebe (Players)
- 1979: Star Trek: Der Film (Star Trek: The Motion Picture)
- 1980: Der Schatz von Cabo Blanco (Caboblanco)
- 1981: Barbara’s Baby – Omen III (Omen III: The Final Conflict)
- 1981: Kennwort Salamander (The Salamander)
- 1981: Masada
- 1981: Outland – Planet der Verdammten (Outland)
- 1981: Raggedy Man
- 1982: Inchon
- 1982: Mit dem Wind nach Westen (Night Crossing)
- 1982: Mrs. Brisby und das Geheimnis von NIMH (The Secret of NIMH) (Zeichentrickfilm)
- 1982: Poltergeist
- 1982: Rambo (First Blood)
- 1982: Wenn er in die Hölle will, laß ihn gehen (The Challenge)
- 1983: Psycho II
- 1983: Under Fire
- 1983: Unheimliche Schattenlichter (Twilight Zone: The Movie)
- 1984: Gremlins – Kleine Monster (Gremlins)
- 1984: Runaway – Spinnen des Todes (Runaway)
- 1984: Ein Single kommt selten allein (The Lonely Guy)
- 1984: Supergirl
- 1985: Baby – Das Geheimnis einer verlorenen Legende (Baby: Secret of the Lost Legend)
- 1985: Explorers – Ein phantastisches Abenteuer (Explorers)
- 1985: Legende (Legend, nur in der europäischen Version, für die amerikanische Version Tangerine Dream)
- 1985: Quatermain – Auf der Suche nach dem Schatz der Könige (King Solomon’s Mines)
- 1985: Rambo II – Der Auftrag (Rambo: First Blood Part II)
- 1986: Freiwurf (Hoosiers)
- 1986: Link – Der Butler (Link)
- 1986: Poltergeist II – Die andere Seite (Poltergeist II: The Other Side)
- 1987: Ausgelöscht (Extreme Prejudice)
- 1987: Quatermain II – Auf der Suche nach der geheimnisvollen Stadt (Allan Quatermain and the Lost City of Gold)
- 1987: Die Reise ins Ich (Innerspace)
- 1987: Rent-a-Cop
- 1987: Richard Löwenherz und die Kinder Gottes (Lionheart)
- 1988: Der Frauenmörder (Criminal Law)
- 1988: Meine teuflischen Nachbarn (The ’Burbs)
- 1988: Rambo III
- 1988: Spacecop L.A. – nicht verwendete Musik
- 1989: Leviathan
- 1989: Star Trek V: Am Rande des Universums (Star Trek V: The Final Frontier)
- 1989: Warlock – Satans Sohn (Warlock)
- 1990: Gremlins 2 – Die Rückkehr der kleinen Monster (Gremlins 2 – The New Batch)
- 1990: Das Rußland-Haus (The Russia House)
- 1990: Die totale Erinnerung – Total Recall (Total Recall)
- 1991: Der Feind in meinem Bett (Sleeping with the Enemy)
- 1991: Nicht ohne meine Tochter (Not Without My Daughter)
- 1992: Basic Instinct
- 1992: Forever Young
- 1992: Love Field – Liebe ohne Grenzen (Love Field)
- 1992: Medicine Man – Die letzten Tage von Eden (Medicine Man)
- 1992: Mom und Dad retten die Welt (Mom and Dad Save the World)
- 1992: Mr. Baseball
- 1992: Der Reporter (nicht verwendet)
- 1993: Dennis (Dennis the Menace)
- 1993: Das Leben – Ein Sechserpack (Six Degrees of Separation)
- 1993: Malice – Eine Intrige (Malice)
- 1993: Matinée
- 1993: Spurlos (The Vanishing)
- 1993: Touchdown – Sein Ziel ist der Sieg (Rudy)
- 1994: Am wilden Fluß (The River Wild)
- 1994: Angie
- 1994: Bad Girls
- 1994: I.Q. – Liebe ist relativ (I.Q.)
- 1994: Shadow und der Fluch des Khan (The Shadow)
- 1995: Congo
- 1995: Der 1. Ritter (First Knight)
- 1995: Powder
- 1995: Star Trek: Raumschiff Voyager (Star Trek: Voyager) (Fernsehserie, Thema)
- 1996: Außer Kontrolle (Chain Reaction)
- 1996: City Hall
- 1996: Einsame Entscheidung (Executive Decision)
- 1996: Der Geist und die Dunkelheit (The Ghost and the Darkness)
- 1996: Star Trek: Der erste Kontakt (Star Trek: First Contact)
- 1997: Air Force One
- 1997: Auf Messers Schneide – Rivalen am Abgrund (The Edge)
- 1997: L.A. Confidential
- 1997: Wilde Kreaturen (Fierce Creatures)
- 1998: Auf der Jagd (U.S. Marshals)
- 1998: Mulan (Zeichentricklfilm)
- 1998: Octalus – Der Tod aus der Tiefe (Deep Rising)
- 1998: Small Soldiers
- 1998: Star Trek: Der Aufstand (Star Trek: Insurrection)
- 1999: Der 13te Krieger (The 13th Warrior)
- 1999: Das Geisterschloss (The Haunting)
- 1999: Die Mumie (The Mummy)
- 2000: Hollow Man – Unsichtbare Gefahr (Hollow Man)
- 2001: Im Netz der Spinne (Along came a Spider)
- 2001: Die letzte Festung (The Last Castle)
- 2002: Der Anschlag (The Sum of All Fears)
- 2002: Star Trek: Nemesis (Star Trek Nemesis)
- 2003: Timeline (nicht verwendet)
- 2003: Looney Tunes: Back in Action (Zeichentrickfilm)

### Konzertwerke
- Toccata For Solo Guitar aus den 50er Jahren. Neu aufgenommenen von Gregg Nestor im Jahr 2012
- 1969: Christus Apollo – vierteilige Kantate im Zwölftonsystem für Orchester, Chor, Mezzosopran und Erzähler nach gleichnamigem Text von Ray Bradbury, 33'
- 1970: Music for Orchestra – einsätzige Zwölftonmusik für Orchester, 8'
- 1999: Fireworks (A Celebration of Los Angeles) – für Orchester, 9’ – eine Auftragsarbeit für die Los Angeles Philharmonic und von Goldsmith uraufgeführt und dirigiert in der bekannten Hollywood Bowl

### Sonstiges
- 2001: Soarin’ Over California – Begleitmusik für eine Disney-Vergnügungspark-Attraktion in Kalifornien.